# Lucien de Maleville
Lucien de Maleville, né dans le Périgord à Périgueux le 15 septembre 1881 et mort à Rueil-Malmaison (Hauts-de-Seine) le 7 mai 1964, est un peintre paysagiste français qui s'inscrit dans le mouvement postimpressionniste.

## Biographie
Né le 15 septembre 1881, il est le cadet des sept enfants d'Ernest, marquis de Maleville, et de Marthe de Beaupoil de Saint-Aulaire et le descendant de Jacques de Maleville, un des rédacteurs du Code civil. Après une enfance passée à l'ombre des remparts du château de Fénelon aux confins du Périgord et du Quercy et des études secondaires au collège des Jésuites de Sarlat, où il s'essaie au dessin, il va, sur injonction paternelle, étudier le droit à Paris. Une fois sa licence obtenue, il peut enfin se consacrer à la peinture. Il s'inscrit comme élève à l'Académie Julian et fréquente l'atelier de Jean-Paul Laurens, où il acquiert une technique classique rigoureuse.
1909–1910 : Publication des Cahiers des Charges, recueils de portraits humoristiques lithographiés mettant en scène des personnalités de la société périgourdine.
1911 : Première participation au Salon des artistes français. Lucien de Maleville y expose régulièrement durant toute sa vie, avec une interruption pendant la Seconde Guerre mondiale. Il s'attache à traduire l'émotion que lui procure la contemplation de la nature et, dans un esprit influencé par l'impressionnisme, cherche à traduire les effets fugitifs de la lumière sur les paysages. Très sensible au pittoresque rural de la région où il a passé son enfance, il devient le chantre du Périgord.
1914–1918 : Il fait la Grande Guerre comme soldat dans le Train des Équipages et en rapporte des carnets de croquis et de dessins qui sont autant de témoignages sur la dureté des conditions de vie dans les tranchées ainsi que sur les ravages de la guerre (Amiensen ruines).
Il se lie d'amitié avec Louis-Marie Désiré-Lucas (Fort-de-France, 1869 – Douarnenez, 1949), seul peintre dont il revendiquait la filiation artistique. Les deux artistes auront plaisir à travailler de concert et voyageront souvent ensemble, à la recherche de nouveaux paysages à peindre. Plantant leurs chevalets côte à côte, ils traiteront souvent le même motif. 
1927 : Médaille d'argent au Salon avec La Dordogne à Beynac.
1930 : Premier voyage avec Désiré-Lucas et Joly de Beynac en Espagne, suivi de deux autres en 1932 et 1933. À cette époque les tons sourds prédominent dans la peinture de Lucien de Maleville qui exprime une vision assez dramatique de la vie. Ses pochades, exécutées sur le motif avec une grande spontanéité, servent de documents préparatoires aux compositions d'atelier. Destinées à satisfaire les commandes ou aux expositions des Salons, celles-ci sont plus travaillées et ont parfois un caractère appliqué.
1932 : Prix de la Société des paysagistes français pour Ruines sur le Tage.
1937 : Médaille d'or et hors-concours au Salon pour La Place de la Halle à Domme.
1945 : Lucien de Maleville est nommé délégué aux recensements des monuments anciens de la Dordogne, puis du Lot-et-Garonne, de la Gironde, des Landes et des Basses-Pyrénées. Il réalise dans le cadre de ses fonctions de très nombreux croquis qui sont de précieux témoignages sur la vie de ces édifices, qu'il contribue à faire protéger. Il est également nommé vice-président de la Commission des sites de la Dordogne, fonction qu'il occupera jusqu'en 1961.
Son œuvre rend compte de ses différents lieux de vie : la région de Domme et Cénac, Saint Julien en Dordogne, ou la propriété de sa femme à Rueil-Malmaison. Il séjourne également en Bretagne chez Désiré-Lucas, à Carry-le-Rouet chez son ami Joly de Beynac, à Lodève chez son élève le docteur Bruant, ou chez ses enfants dans le Vaucluse et en Anjou. Dans ses dernières années sa palette s'éclaircit : le romantisme inquiet des années d'avant-guerre laisse place à une vision apaisée et joyeuse.
1957 : Prix Becker de la Fondation Taylor pour L'Usine de Nanterre.
1958 : Prix de la Ville de Bordeaux pour Le Port de Bordeaux vu de Lormont.
7 mai 1964 : Décès de l'artiste à Rueil-Malmaison ; inhumation à Domme (24), au cimetière du village dans le caveau familial.

## Œuvres dans les collections publiques
- Mairie de Domme : La Dordogne à Beynac (1927); La Dordogne à Montfort (1931)
- Bordeaux, hôtel du préfet (dépôt du Musée des beaux-arts de la ville[4]) : Le port de Bordeaux vu de Lormont (1958)
- Périgueux, musée d'art et d'archéologie du Périgord : La Place de la Halle à Domme (1937). Autres œuvres dans les réserves du musée.
- Hôtel de ville de Sarlat : Le manoir de La Boétie, Saint-Cirq-la-Popie, le matin
- Bibliothèque municipale de Sarlat : Vue de Domme et Vue de Beynac
- Lycée La Boétie (Sarlat) : Le manoir de La Boétie (180 × 400).

D'autres œuvres de Lucien de Maleville sont conservées dans les mairies de la commune du Périgord Noir : notamment à Cénac (Orage en Sarladais, 1930) et La Roque Gageac (Matinée d'automne, 1938).
Acquis par l'État, ou la ville de Paris : Le village de Malevergne (1912) et Les environs de Masrobert (1930).

## Hommages
À Sarlat, une place du quartier historique de la ville porte le nom de Lucien de Maleville. 
À Périgueux, une plaque commémorant son souvenir est installée sur sa maison natale 1 rue. 